# The Simpsons: Hit & Run
The Simpsons: Hit & Run је акционо-авантуристичка игра из 2003. коју је развио Radical Entertainment, а објавио Vivendi Games. Заснован је на америчком анимираном ситкому Симпсонови, и двадесет други је део Симпсонове серије видео игара.
Игра прати породицу Симпсон и њиховог пријатеља Апу Нахасапимапетилон, који су сведоци многих чудних инцидената који се дешавају у Спрингфилду; сигурносне камере, мистериозни комбији, кругови у житу и "нови и побољшани" укус популарног безалкохолног пића Buzz Cola који изазива лудило. Узимајући ствари у своје руке, откривају бројне шокантне тајне и убрзо схватају да су ови инциденти део веће ванземаљске завере, коју су изазвали Канг и Кодос. Игра се углавном фокусира на истраживање и мисије; играчи се често утркују са непријатељима и комуницирају са споредним ликовима у временским задацима. Игра такође садржи многе елементе који се налазе у играма улога, као што су светови који се могу истражити и споредни задаци.
Развој The Simpsons: Hit & Run започео је крајем 2001. године као духовни наследник претходне игре The Simpsons: Road Rage компаније Radical Entertainment. Производња је била обимна, јер је тим настојао да разликује игру од Road Rage-а, сматрајући да њихов нови улазак у франшизу захтева другачији правац. Игра је била у великој мери инспирисана серијом Grand Theft Auto, а развојни тим је поново наменио дизајн отвореног света и нијансирани развој ликова за игру. Ово је подстакло сарадњу са писцима и глумачком екипом емисије, који су помогли да се направи прича и дијалог. Објављен је у септембру 2003. за GameCube, Плејстејшн 2 и Xbox. Затим је пренет на Мајкрософт Виндовс два месеца касније.
По објављивању, добио је позитивне критике од критичара видео игара, са похвалама посебно усмереним на тумачење телевизијске серије Симпсонови као видео игре, њен пародијски поглед на Grand Theft Auto III и графику, док су критике углавном окруживале неке аспекте играња, као што су грешке и кварови. Често се сматра најбољом Симпсоновом игром и стекла је култ. Игра је такође била комерцијални успех, са забележеном продајом од преко 3 милиона широм света до јула 2007. Добио је награду за омиљену видео игру на додели награда Nickelodeon Australian Kids' Choice Awards. На Плејстејшн 2, GameCube-у и Xbox-у, зарадио је Greatest Hits, Player's choice, односно Platinum Hits.

## Играње
The Simpsons: Hit & Run садржи седам нивоа на три одвојене мапе, свака са мисијама и под-заплетом.  Играч може да контролише један одређени лик на сваком нивоу. Ликови игре који се могу играти су Хомер (игран два пута), Барт (игран два пута), Лиза, Марџ и Апу.  Када путује пешке, лик играча може ходати, скакати, трчати и изводити три врсте ближих напада: нормалан ударац, скакање и разбијајући потез.  Да би возио, играч може или стопирати и контролисати возача у једном од бројних цивилних возила која бескрајно возе градом, или да користи телефонску говорницу да изабере аутомобил.  Неколико скривених возила је присутно на сваком нивоу и играч их такође може користити ако их пронађе. Мисије вожње игре су такође сличне онима у Grand Theft Auto III.   У обе игре, играч се утркује против других ликова, скупља предмете пре него што тајмер истекне и уништава друге аутомобиле.  
Игра има формат у стилу сендбокса који наглашава вожњу, а играч контролише свој карактер из погледа трећег лица. Лик може да изврши одређене насилне радње, као што је напад на пешаке, дизање возила у ваздух и уништавање околине.  The Simpsons: Hit & Run има мерач упозорења који показује када ће полиција узвратити за лоше понашање. Смештен у доњем десном углу екрана, кружни мерач „hit and run“ се попуњава када лик прегази људе или уништава објекте, и смањује се када то престану да раде. Када су пуна, неколико полицијских аутомобила јури лика током трајања „hit and run“. 
Сваки ниво садржи предмете које играч може да прикупи, као што су новчићи, који се могу прикупити или разбијањем Баз Кола аутомата, Баз Кола кутија или камера за осе, од којих ове последње постају све неухватљивије како игра напредује. Новчићи се могу користити за куповину нових аутомобила и опреме играча, од којих су неки потребни за напредак кроз игру.  Играч такође може сакупљати Сврабиша и Чешко картице, са седам картица скривених на сваком нивоу. Када играч сакупи свих седам карата на нивоу, откључаће једну од седам стаза за 'Бонус игру' тркачку мини-игру. Када се сакупи свих 49 карата на свим нивоима, играч откључава посебан The Itchy & Scratchy Show видео.  Неколико догађаја узрокује да играч изгуби новчиће; јер лик не може да умре, повреде узрокују да играч изгуби новчиће.  Ако играч буде ухваћен током ударца и трчања, биће кажњен са 50 новчића. 

## Прича
Мистериозни догађаји се дешавају у Спрингфилду; хорда роботских оса спушта се на град на почетку игре, нови бренд Bаз Кола је представљен на полицама продавница, а црни комбији су почели да се појављују по граду. Хомер сумња да црни комби који се налази испред његове куће шпијунира његову породицу, и преузима на себе да истражи коме припада, а комби се на крају зауставио испред виле господина Бернса. Након што је помогао Марџ да уништи бројне копије игрице Bonestorm 2, Хомер оптужује господина Бернса да шпијунира Спрингфилд, на шта господин Бернс открива Хомеру да су црни комбији једноставно били комбији за пице.
Следећег дана, Барт покушава да набави копију Bonestorm 2, само да би открио да је игра распродата. Након обављања чудних послова у нади да ће пронаћи копију, Барт на крају сазнаје да професор Фринк користи много копија Bonestorm 2 да би помогао у покретању Тракасауруса, а Барт пристаје да му помогне да га изгради, као и да успостави безбедно окружење за то да ради у. Након што је избегао Тракасаурусов гнев, вучна зрака отима Барта испред стадиона. Лиза покушава да пронађе свог брата истражујући град у потрази за траговима. Она сазнаје да су црне лимузине које су се појављивале по граду повезане са Бартовим нестанком. Лиза на крају проналази Барта на броду у луци Спрингфилд. Чини се да има губитак памћења и неразумљиво мрмља док повремено помиње лимузине и Баз Колу, „ново и побољшано“ пиће од кола које је недавно лансирао телевизијски човек Кловн Красти.
Марџ креће да сазна шта је утицало на Барта у нади да ће га излечити. Док истражује круг у житу који се недавно појавио у житном пољу Клитуса Спаклера, док Абрахам Симпсон описује изглед круга у житу, Марџ долази до спознаје да његов опис подсећа на лого Баз Коле. Марџ показује лименку коле Барту, што га извлачи из ступора. Барт открива да је Баз Кола кола за контролу ума коју производе ванземаљци и да је њено пијење у великим количинама изазвало његову омамљеност. Марџ одлучује да очисти Спрингфилд од коле, али упркос њеним храбрим напорима, пиће и даље одржава своје присуство и популарност. 
Схрван кривицом када је схватио да продаје покварен производ, Апу покушава да се искупи и открије ко је власник камиона кола који снабдевају Баз Колом по граду. Након што је помогао Снејку Џејлберду у друштвеном раду, Апу сазнаје да су камиони кола регистровани на Природњачки музеј у Спрингфилду. Након што су добили кључ од кустоса музеја, Апу и Барт одлучују да уђу у музеј, где проналазе метеор као извор коле. Након што су уништили метеор, они прислушкују разговор између ванземаљаца Канга и Кодоса, који смишљају шему. Апу и Барт сазнају да камере оса које су покренуте на почетку игре снимају лудорије Спрингфилда за Кангов и Кодосов мучни интергалактички ријалити шоу, Foolish Earthlings. Ванземаљци користе колу да излуде људе, што ванземаљци намеравају да искористе ширењем коле у градски водовод, а до тада ће Канг и Кодос дистрибуирати ласерске пушке међу становништвом како би град довели до насилног масакра који ће сигурно привући многе гледаоце. 
Апу се плаши ванземаљаца и одбија даље да помогне, па Барт преузима на себе да осујети план Канга и Кодоса. Барт тражи од Крастија помоћ да заустави своју улогу у завери ванземаљаца, али Красти не верује Барту. Када добије доказ о функционалном ласерском пиштољу, Барт поново тражи од Крастија помоћ, у ком тренутку Красти обавештава Барта да је већ помогао Пивари Даф да постави бесплатне штандове са ласерским оружјем око Спрингфилда, које Барт одмах поставља и уништава. Барт тада обавештава свог оца о завери ванземаљаца, а двојац брзо прогони Канга и Кодоса до пиваре у Хомеровом старом спортском аутомобилу. Међутим, ванземаљци побегну, а пре одласка откривају да су већ пустили Баз Колу кроз водоснабдевање Спрингфилда. Док кола продире у земљу, ослобађа не-мртве са гробља у Спрингфилду, који нападају Спрингфилд за време Ноћи вештица.
Након што је Хомер прикупио залихе како би заштитио своју породицу и дом од пљачкашких зомбија, одлучује да прогони возило ванземаљске сонде до нуклеарне електране Спрингфилд. Када стигне до електране, наилази на професора Фринка, који је схватио слабост ванземаљаца: нуклеарни отпад. Планира да користи вучни сноп свемирског брода за усисавање аутомобила који су напуњени бубњевима нуклеарног отпада, који се налази изнад игралишта основне школе Спрингфилд. Након што је успешно утоварио Фринков ауто у свемирски брод, Хомер добија дозволу од господина Бернса да из електране узме бачве за нуклеарни отпад да их употреби против ванземаљаца. Након утовара још три возила са нуклеарним теретом у свемирски брод, укључујући жртвовање Абрахама Симпсона, брод се сруши, а Канг и Кодос су касније умрли од задобијених повреда. Следећег дана, Спрингфилд се враћа у нормалу, док емисија Foolish Earthlings достиже врхунац популарности чак и на Земљи. Хомер је поздрављен као херој и стекао је велики број обожаватеља ванземаљаца који су дошли да га виде. На небу, Канг и Кодос су срећни што не морају да гледају кредите у игри, али ипак то раде. Игра се завршава тако што Канг вришти од ужаса и фрустрације. 

## Развој
Програмер, Radical Entertainment, добио је права да креира игре за франшизу Симпсонови када су демонстрирали прототип који се може играти. Radical је 2001. објавио своју прву игру Симпсонови, под називом The Simpsons: Road Rage. Након што је Road Rage објављен, развојни тим за Hit & Run одлучио је да не креира директан наставак Road Rage-а; уместо тога, Radical је желео да усмери серију видео игара у франшизи у другом правцу дајући потпуну ревизију погона игре. Програмери су сматрали да је свему осталом потребан нови приступ, док је само возачки део Road Rage-а вредан задржавања;  у Hit & Run, уведена је побољшана вештачка интелигенција у саобраћају, која чини да возила контролисана рачунаром боље реагују на вожњу играча. Интерни развојни назив за The Simpsons: Hit & Run био је једноставно „Симпсонови“, као што је наведено у извршној датотеци игре.  Такође су одлучили да додају елемент истраживања игри како би натерали играче да изађу из аутомобила и пешице се крећу кроз област, тако да је игра понудила боље искуство Спрингфилда. 
Приликом развоја графике, тим је одлучио да укључи знаменитости из Спрингфилда. Играч може да уђе у неке од њих, укључујући Квик-Е-Март, Моова Кафана, Спрингфилдска основна школа и The Android's Dungeon & Baseball Card Shop. Током развоја Hit & Run-а, 20th Century Fox, Gracie Films и Мет Грејнинг, творац Симпсонових, играли су важне улоге у довођењу универзума Симпсонових у 3Д окружење. Све гласове ликова дала је стварна глумачка екипа, а писци серије су написали целу причу за игру, укључујући дијалог.  Гласовне узорке оригиналне за игру, као и оне из емисије, можете чути у Hit & Run. Неки од дијалога из Road Rage-а су поново употребљени. Тим Рејмиџ, придружени продуцент издавача игре, Vivendi Games, сматрао је благословом имати прилику да ради са глумцима Симпсонових, заједно са писцима, при чему је Рејмиџ рекао „...немаш забринутост за квалитет; ти знај да добијаш најбоље што постоји." 
Саундтрек за игру је првенствено компоновао Марк Барил, уз додатне композиције Џефа Тимошука и Алана Левија.  Саундтрек укључује различите аранжмане оригиналне Симпсонове теме Денија Елфмана и садржи специфичне мелодије за сваки лик који се може играти; на пример, Бартову игру прати хард рок, док Лиза има опуштене мотиве које је Стивен Хопер из GameZone-а упоредио са филмовима за забаве на плажи. 

## Пријем
Преко милион примерака игре је продато од јуна 2004.  и три милиона од јула 2007.  У Великој Британији је до јануара 2004. године продат у 500.000 примерака  . Верзија игре за Плејстејшн 2 добила је продајну награду „Дијамант“ од Удружења издавача софтвера за забаву и слободно време (ЕЛСПА),  што указује на продају од најмање милион примерака у Уједињеном Краљевству. 
Hit & Run је добио „генерално повољне“ рецензије на свим платформама према веб локацији за прикупљање рецензија Метакритик, и многи је сматрају најбољом Симпсоновом игром до сада.    Похвале су се фокусирале на прелазак са телевизијске серије Симпсонови на формат видео игара, док су критике биле усмерене на неке аспекте играња. Hit & Run је освојио награду за омиљену видео игру на Ницкелодеон Кидс' Цхоице Авардс 2004. године. 
Бројне критике су похвалиле транспозицију телевизијске серије Симпсонови у видео игрицу. Џастин Липер из Game Informer-а и Алекс Наваро из GameSpot-а прокоментарисали су колико добро игра приказује измишљени град Спрингфилд из телевизијске серије и назвали је најтачнијим приказом Спрингфилда икада убаченог у игру. Official Xbox Magazine је рекао да је игра показала правду,  а Play је сматрао да је то „у суштини емисија у реалном времену“, сумирајући своју рецензију називајући игру „заиста сјајним cross-over производом“.  Наваро је сматрао да хумор који игра нуди укључује многе одличне самореференцијалне шале, а Ерик Буш из TeamXbox-а је закључио рецензију предвиђајући да ће игра бити изузетно привлачна играчима, посебно тврдокорним фановима Симпсона.  Забавни магазин Variety претпоставио је да је Hit & Run прва Симпсонова игра која укључује хумор упоредив са оним што је било у телевизијској серији. 
Неколико рецензената похвалило је пародично гледање Hit & Run-а на видео игру Grand Theft Auto III. Зах Местон из GameSpy-а сматрао је да то „вешто сатирира Grand Theft Auto док је готово једнако забавно“, и предложио је да Hit & Run побољша неколико аспеката играња које је позајмио од Grand Theft Auto-а, укључујући тренутна поновно покретање мисије, супериорни систем навођења и лако доступно прикупљање возила.  Official Xbox Magazine се сложио да је Hit & Run одлична игра сама по себи, и открио је да је игра „бриљантан“ клон Grand Theft Auto. Комбинацију Симпсоновог универзума са игром серије Grand Theft Auto такође је похвалио Даглас Ц. Пери из ИГН-а као „чист сјај“. 
Позитивне критике Hit & Run-а фокусиране су на његову графику и игривост. Play је ценио виртуелни свет који игра нуди, описујући га као „грандиозан у свом пространству и уметничком приказивању“.  Наваро је сматрао да је игра веома занимљива.  Местон је сматрао да је игра „веома забавна и веома смешна“,  а Липер ју је назвао „ништа осим запањујућом“.  Упркос позитивним реакцијама, игра је такође имала озбиљне проблеме који су изнети у неколико рецензија, које су се фокусирале на грешке и пропусте у игри. И Буш и г. Тикл из Game Revolution-а су истакли да је Hit & Run имао неколико проблема са играњем и графичких недостатака који су укључивали чудно понашање вештачке интелигенције и покварен систем камере, за који су сматрали да омета целокупно искуство игре.  
Публикације које нису видео игре такође су позитивно прихватиле игру. Ник Катуки из The Village Voice-а дао је Xbox верзији оцену девет од десет и изјавио: „Овај диван, дубок и детаљан (али, нажалост, не у стилу цртаног филма, осенчен) рип серије Grand Theft Auto критикује саму себе боље од сваког академика без стажа“.  Марк Салцман из The Cincinnati Enquirer дао је игри четири звездице од пет и рекао да „Оно што јој недостаје у оригиналности више него надокнађује њеном забавном и једноставном игром која ће се свидети љубитељима дуготрајне комедија."  Џеф Кејли из Entertainment Weekly-а дао му је оцену Б и рекао: „Ако се неке од мисија чине да се понављају, друге се истичу, попут оне у којој конфискујеш копије посебно насилне видео-игре (намигивање, намигивање) које кваре Спрингфилдову младост.”  У Јапану, Famitsu је верзији за Xbox дао две осмице, једну седам и једну осам, што је укупно 31 од 40. 